# Karnofsky-score
De Karnofsky-score wordt gebruikt om op een schaal van 0 tot 100 aan te geven hoe een patiënt met kanker functioneert. Hierbij staat 100 voor totaal geen beperkingen. Dit is een scorelijst die de functionele toestand van de patiënt weergeeft. Deze scorelijst wordt ook gebruikt bij dialysepatiënten.
Niveau van functioneren: overeenkomende ‘performance’-score volgens de WHO en volgens Karnofsky 8,9
WHO-score. De score wordt vaak hoger ingeschat door zorgverleners, waardoor bijvoorbeeld overbehandeling dreigt.

Betekenis Karnofsky-score
|     | Karnofsky Performance Status (KPS)                                                                                |   | Vergelijking met ECOG                                                        |
| 100 | Geen klachten, geen ziekteverschijnselen                                                                          | 0 | Asymptomatisch                                                               |
| 90  | In staat tot normale activiteit; minimale verschijnselen van de ziekte                                            | 1 | Symptomatisch, volledig ambulant                                             |
| 80  | Met inspanning tot normale activiteit in staat                                                                    |   | Symptomatisch, volledig ambulant                                             |
| 70  | In staat voor zichzelf te zorgen; onmogelijk om normale activiteiten te verrichtenof om te werken                 | 2 | Symptomatisch, ligt minder dan 50% van de dag op bed                         |
| 60  | Heeft af en toe hulp nodig, maar is in staat grotendeels voor zichzelf te zorgen                                  |   | Symptomatisch, ligt minder dan 50% van de dag op bed                         |
| 50  | Heeft veel hulp en frequente medische zorg nodig                                                                  | 3 | Symptomatisch, niet volledig bedlegerig, ligt meer dan 50% van de dag op bed |
| 40  | Grotendeels bedlegerig; heeft zorg en hulp nodig                                                                  |   | Symptomatisch, niet volledig bedlegerig, ligt meer dan 50% van de dag op bed |
| 30  | Geheel bedlegerig; heeft totale verzorging nodig; opname in ziekenhuis geïndiceerd; fatale afloop dreigt nog niet | 4 | Volledig bedlegerig                                                          |
| 20  | Ernstig ziek; opname in ziekenhuis is noodzakelijk; actieve ondersteuning vereist                                 |   | Volledig bedlegerig                                                          |
| 10  | Moribund |   | Volledig bedlegerig                                                          |
| 0   | Overleden |   |                                                                              |